# Соловйов Максим Валерійович
Максим Валерійович Соловйов (нар. 22 лютого 2002, Харків, Україна) — український футболіст, опорний півзахисник «Прикарпаття».

## Клубна кар'єра
Народився в Харкові. У юнацькому чемпіонаті Харківської області та ДЮФЛУ виступав за «Металіст» (Харків) та «Дніпро».
На початку березня 2018 року потрапив до заявки «Дніпра» на матчі Другої ліги України, але жодного офіційного матчу за дніпрян на професіональному рівні не грав. У серпні 2019 року підписав контракт з «Дніпром-1», де виступав переважно за молодіжну команду. Вперше до заявки на поєдинок Прем'єр-ліги України 6 грудня 2020 року проти луганської «Зорі», який завершився перемогою луганчан з рахунком 3:1, але просидів на лаві запасних усі 90 хвилин. У сезоні 2020/21 років двічі потрапляв до заявки на матчі Прем'єр-ліги, але в обох з них на поле не виходив.
У середині липня 2021 року відправився в оренду до «Нікополя». У футболці «городян» дебютував 25 липня 2021 року в нічийному (2:2) домашньому поєдинку 1-го туру групи «Б» Другої ліги України проти зорянських «Балкан». Максим вийшов на поле в стартовому складі та відіграв увесь матч. Першим голом за «Нікополь» відзначився 6 жовтня 2021 року на 72-й хвилині переможного (4:0) виїзного поєдинку 12-го туру групи Б Другої ліги України проти новокаховської «Енергії». Соловйов вийшов на поле в стартовому складі та відіграв увесь матч. У сезоні 2021/22 років зіграв 18 матчів (2 голи) у Другій лізі України та 1 поєдинок у кубку України. Наприкінці 2021 року повернувся до «Дніпра-1».
Наприкінці грудня 2021 року відправився на перегляд до «ВПК-Агро», але команді не підійшов. У середині вересня 2022 року відправився в оренду до «Прикарпаття». У футболці франківського клубу дебютував 11 вересня 2022 року в переможному (1:0) домашньому поєдинку 3-го туру групи «А» Першої ліги України проти тернопільської «Ниви». Максим вийшов на поле на 80-й хвилині, замінивши Романа Барчука. У сезоні 2022/23 років провів 20 поєдинків у Першій лізі України. Наприкінці червня 2023 року повернувся до розташування «Дніпра-1», але незабаром після цього його контракт з клубом завершився. У середині липня 2023 року підписав з «Прикарпаттям» повноцінний контракт.

## Кар'єра в збірній
Виступав за юнацькі збірні України U-16 та U-17.